# Brucies
Die Brucies (Brucepattersonius) sind eine in Südamerika lebende Nagetiergattung aus der Gruppe der Neuweltmäuse. Sie umfasst sieben Arten. Das Epitheton ehrt den US-amerikanischen Mammalogen Bruce D. Patterson (* 1952) vom Field Museum of Natural History in Chicago.
Die Tiere dieser Gattung sind kleine, mäuseähnliche Tiere, die durch ihre langgestreckte Schnauze charakterisiert sind und so äußerlich den Grabmäusen ähneln. Sie bewohnen das südöstliche Brasilien und den äußersten Nordosten Argentinien (Provinz Misiones), ihr Lebensraum sind hügelige Wälder, wo sie sich vor allem in den höhergelegenen Regionen aufhalten. Sie sind Bodenbewohner, ansonsten ist über ihre Lebensweise wenig bekannt.
Folgende sieben Arten werden unterschieden:
- Der Graubauch-Brucie (Brucepattersonius griserufescens) aus dem südöstlichen Brasilien,
- Brucepattersonius guarani aus Nordostargentinien,
- Brucepattersonius igniventris aus Südostbrasilien,
- Der Ihering-Brucie (Brucepattersonius iheringi) aus Südostbrasilien und Nordostargentinien,
- Brucepattersonius misionensis aus Nordostargentinien,
- Brucepattersonius paradisus aus Nordostargentinien sowie
- Der Kurzschwanz-Brucie (Brucepattersonius soricinus) aus Südostbrasilien.

Die Gattung wurde im Jahr 1998 anhand vier neuer Arten aus Brasilien (B. albinasus, B. griserufescens, B. igniventris und B. soricinus) erstbeschrieben. Daneben fügte er die schon länger bekannte Art B. iheringi der Gattung hinzu. Diese Art war in der Vergangenheit taxonomisch umstritten und war zuletzt bei den Grabmäusen (Oxymycterus) eingeordnet. 2000 wurden drei weitere Arten beschrieben (B. guarani, B. misionensis und B. paradisus), die aus Nordostargentinien stammen und allesamt nur durch ein einziges Exemplar bekannt sind. 2006 wurden die von Hershkovitz als getrennt geführten Arten B. albinasus und B. griserufescens als eine Art erkannt. Es ist denkbar, dass in Zukunft weitere Populationen zu gemeinsamen Arten zusammengefasst werden, sobald mehr über die Tiere bekannt ist.